# Noctitrella parardua
Noctitrella parardua är en insektsart som beskrevs av Andrej Vasiljevitj Gorochov 2003. Noctitrella parardua ingår i släktet Noctitrella och familjen syrsor. Inga underarter finns listade i Catalogue of Life.